# コッズの日
コッズの日（コッズのひ、ペルシア語: روز قدس ruz-e qods、英語: Quds Day）、エルサレムの日（コッズはアラビア語やペルシア語でエルサレムの意）は、正式には国際コッズの日（ペルシア語: روز جهانی قدس ruz-e jahâni-ye gods、英語: International Quds Day）といい、ラマダン期間中の最終金曜日に設定されている。2020年であれば5月22日がこの日にあたる。1979年にイラン・イスラム共和国が創設した。 

## 歴史
当初は、「抗議の日」という記念日が、イラン・イスラム共和国の2代目の外務大臣エブラーヒーム・ヤズディーによりイラン革命の指導者ルーホッラー・ホメイニーに提案された。 その背景のひとつには当時のイスラエルとレバノンの間の緊張の深化があった。 ホメイニーは、ヤズディーの提案を引き継ぎ、1979年8月7日に、毎年の聖なるラマダン月の最終金曜日をコッズの日とし、エルサレムの「解放」がすべてのイスラム教徒の宗教的義務であると宣言して、イスラエルによるエルサレム占領の正統性を真っ向から否定した。

## 背景
聖書で「乳と蜜の流れる土地」（肥沃な大地）とたたえられ、十字軍やナポレオンの遠征など世界史の舞台にもなってきたパレスチナは、16世紀以降オスマントルコ帝国の一部として、アラビア語を共通言語とし、イスラム教徒、キリスト教徒、ユダヤ教徒が共存していた。しかし19世紀、西欧帝国主義諸国が中東に進出し、オスマン帝国は崩壊の危機を迎える。同じころ、オスマン帝国からの独立を目指すアラブ人の民族主義の動きも活発化する。またヨーロッパで差別や迫害を受けていたユダヤ人の間で、パレスチナに民族国家建設をめざす「シオニズム」が生まれる。19世紀末からはユダヤ人のパレスチナ移住が盛んになりはじめ、ユダヤ系資本によるパレスチナの土地の買い占めが始まる。
第一次世界大戦中、イギリスは戦争資金を調達するためユダヤ人コミュニティに協力を仰ぎ、「パレスチナにユダヤ国家建設を支持する」と表明した書簡を送った（「バルフォア宣言」）。しかし同時に、オスマン帝国からの独立をめざすアラブ民族主義をも利用すべく、メッカの太守フセインに対してイギリスへの協力の代わりに「アラブの独立支持を約束する」という書簡も送る（「フセイン・マクマホン協定」）。そしてさらに同盟国であるフランスとは、戦争終結後は分割するという協定（「サイクス・ピコ協定」）を秘密裏に結ぶ。戦争終結と英仏同盟国側の勝利により、パレスチナとヨルダンはイギリス、レバノンとシリアはフランスの委任統治領になった。
1947年、国連はパレスチナの土地にアラブとユダヤの二つの国家を作るという「パレスチナ分割決議」を採択するが、その内容は、パレスチナに古くから住む多数のアラブ系住民に43％、新しく移住してきた少数のユダヤ系住民に57％の土地を与えるというもので、アラブ系住民とアラブ諸国から猛反発が起こる。
パレスチナを統治していたイギリスは、アラブ民族主義とシオニズムの対立の激化になすすべなく、一方的に撤退し、1948年にユダヤ側はイスラエル建国を宣言した。イスラエル建国宣言を受け、第一次中東戦争（1948年～1949年）が勃発する。この戦争で70万人のパレスチナ人（パレスチナに住むアラブ系住民）が居住地を追われ、ヨルダン川西岸地区やガザ地区、そしてヨルダン、シリア、レバノンなど近隣諸国に逃れた。住民がいなくなった町や村は完全に破壊されるか、ユダヤ系住民が住むようになった。一方、難民となったパレスチナ人は、難民キャンプの粗末なテントや洞窟などで困窮を極めた生活を強いられる。
国連総会は1948年12月に決議194号を可決し、「故郷に帰還を希望する難民は可能な限り速やかに帰還を許す、そう望まない難民には損失に対する補償を行う」とした。イスラエル側は社会的・政治的不安定を招くとして、一貫してこれを否認してきたが、1950年、国連パレスチナ難民救済事業機関（UNRWA）が設立され、パレスチナ人への簡易住居の建設、教育や医療といった基本的なサービスの提供を開始した。
1967年、イスラエルとアラブ連合（エジプト・シリア）の間で第三次中東戦争が勃発する。この戦争で圧勝したイスラエルは、ヨルダン川西岸地区と東エルサレム、ガザ地区、シナイ半島及びゴラン高原を軍事占領下に置いた。国連安全保理事会は決議242号を採択し、イスラエル軍の西岸及びガザからの撤退を求めるが、イスラエルはこれに応じなかった。軍事占領下では、パレスチナ人の基本的人権は保障されず、社会・経済の発展も阻害された。また難民キャンプでは基本的な生活インフラも整備されず、生活環境は劣悪なまま放置された。1970年代に入るとイスラエルによる西岸・ガザ地区への「入植地」建設の動きが強まる。90年代までには25万人以上のユダヤ人が入植し、パレスチナ人の危機感が高まった。1987年、パレスチナ人の不満が一挙に爆発し、ガザ地区の難民キャンプから「インティファーダ」と呼ばれる反占領闘争が広がる。デモやストライキ、子どもの投石、イスラエル製品の不買などの抵抗運動は世界中に占領の実態を知らせ、イスラエル国内でも占領の是非に関する議論が起こった。
こうした状況を受け、1993年にノルウェーの仲介により、イスラエルのラビン首相と PLO（パレスチナ解放機構）のアラファト議長の間で「西岸及びガザで5年間のパレスチナ暫定自治を開始する」という暫定合意条約（オスロ合意）が米国で調印される。しかし、パレスチナ難民の問題や国境の確定などについては、暫定自治の時期中に協議されるとして解決は先送りにされた。
1994年以降、ガザとヨルダン川西岸でパレスチナ自治が開始された。外国の援助による難民キャンプのインフラ整備も徐々に進み始んだが、細分化された「自治区」の多くは依然としてイスラエル軍の占領下にあった。そして、自治政府の腐敗や非効率性がパレスチナ経済の発展を阻害した。一向に変わらない状況への強い不満を背景に、武装組織によるイスラエルへの攻撃が続けられた。それらに対し、イスラエル側は激しい報復措置とさらなる自治区封鎖を行った。多くのパレスチナ人が刑務所に収容され、入植地の建設はさらに活発になっていった。
2000年、PLOのアラファト議長とイスラエルのバラク首相によるキャンプ・デービット会議が不調に終わり、パレスチナ人の間に失望感が広がる。同年、イスラエル右派のアリエル・シャロン元国防相が一団の武装集団を引き連れてエルサレムのイスラム教聖地を強行訪問し、パレスチナ人の怒りが再燃した（「第二次インティファーダ」のはじまり）。イスラエル側は重火器を投入して一般市民を攻撃し、パレスチナ側では自爆攻撃が相次いだ。
イスラエルで2001年にシャロン政権が誕生し、2002年4月にはパレスチナ自治区への武力攻撃がかつてない規模で開始される。戦車や戦闘機が大量投入され、多数の非武装市民が犠牲になった。2005年、ガザ地区からイスラエル軍・入植者が撤退した。しかし同地区は依然イスラエル軍に包囲され、巨大な監獄状態となっている。2007年の選挙結果によって、ガザにそれまでのPLOではなくイスラム政党ハマス主体の政府ができて以降は、封鎖は更に強化された。2008年、2012年にはイスラエルによる大規模な軍事侵攻が行われ、多数の一般市民が犠牲になった。人や物資の移動も制限され、ガザ地区では深刻な物資不足や生活環境の悪化、経済・社会活動の停滞が起きている。
西岸地域では、2002年から巨大な「隔離壁」（西岸とイスラエルを隔てるコンクリートや鉄条網の壁）建設が開始された。隔離壁は1949年の停戦ラインを超えて建設され、ユダヤ人入植地や入植者専用のハイウェイも組み込まれたため、パレスチナ自治区は飛び地状態になっている。国際司法裁判所は、この隔離壁がパレスチナの自治を阻害し、生活圏を分断するものであり国際違反と裁定を下したが、壁の建設は続行されて西岸は取り囲まれ、人々の移動が制限されている。
このように、パレスチナ問題の中では、土地の占領、人々の追放、虐殺などの大規模な人道犯罪という３つの出来事が発生している。これらの共通の目的は、イスラム教徒の最初の礼拝の方角・キブラであるベイトル・モガッダスの占領・支配と、ベイトル・モガッダスを含めたパレスチナ領土のイスラム的アイデンティティを消失させることであり、シオニスト政権はこの違法な目的を果たすため、常にパレスチナの存在を脅かしている、というのがイラン側の主張である。

## イラン最高指導者の発言
ホメイニーは2000年、国際的に受け入れられた原則、特に国連憲章に基づく人道的、法的かつ公平な提案として、パレスチナ人の将来を決定するための国民投票の実施を提案した。ホメイニーはこの提案について説明する中で、繰り返し次のように強調している。
「パレスチナ問題の唯一の解決法は、パレスチナ領土内に留まっている人であろうと、この領土の外にいる人であろうと、占領的な移住者ではなく、真のパレスチナ人が、国の体制を決定することだ。現在、パレスチナの領土を占領している強奪的な政権は、この領土に対して何の権利も持たない。彼らは圧制的な大国によって生み出された偽りの政権である。そのため、パレスチナ人に対して、この政権を正式に認めることを求めるべきではない」

## ギャラリー

コッズの日
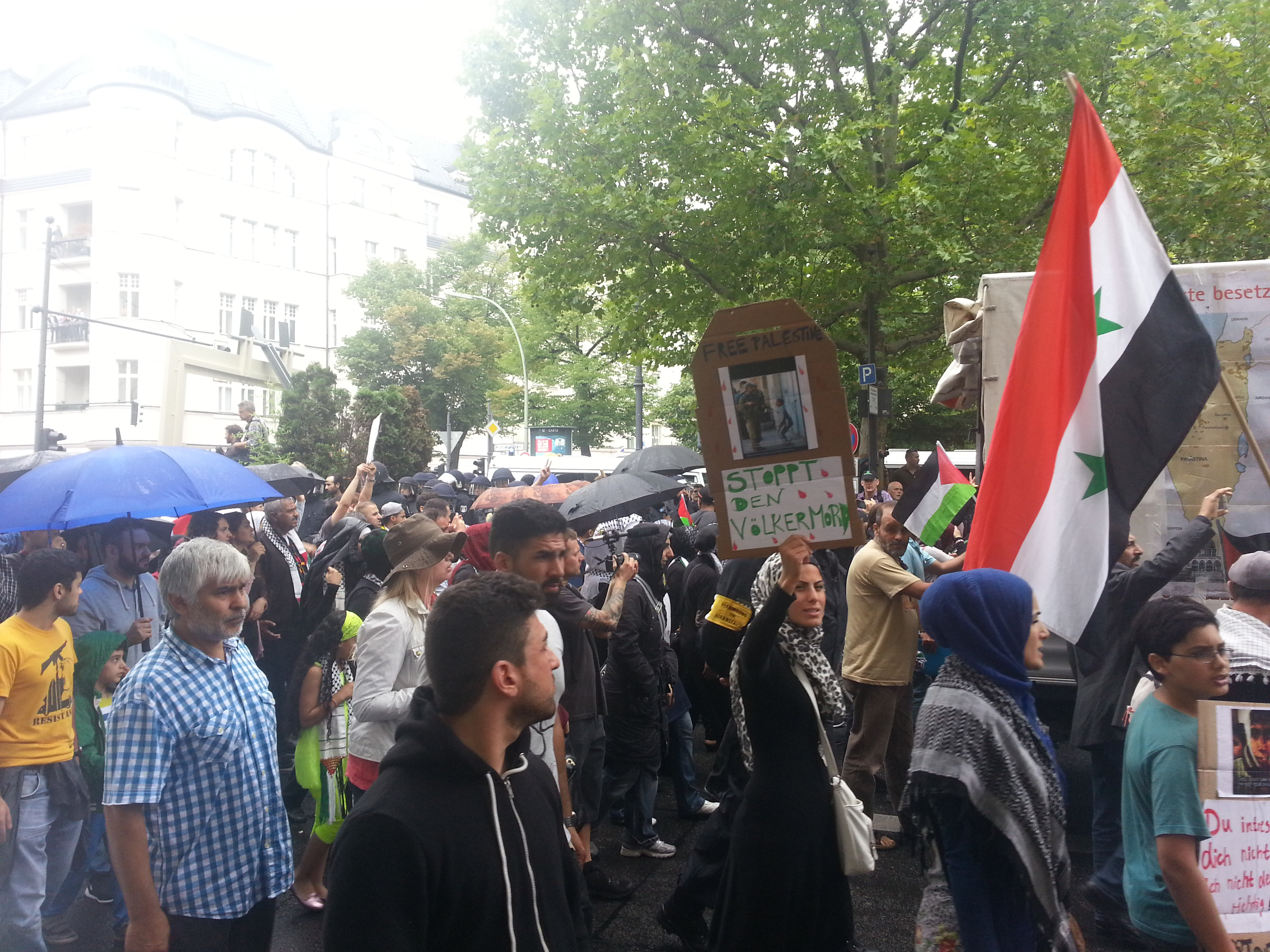
ベルリン、2014年
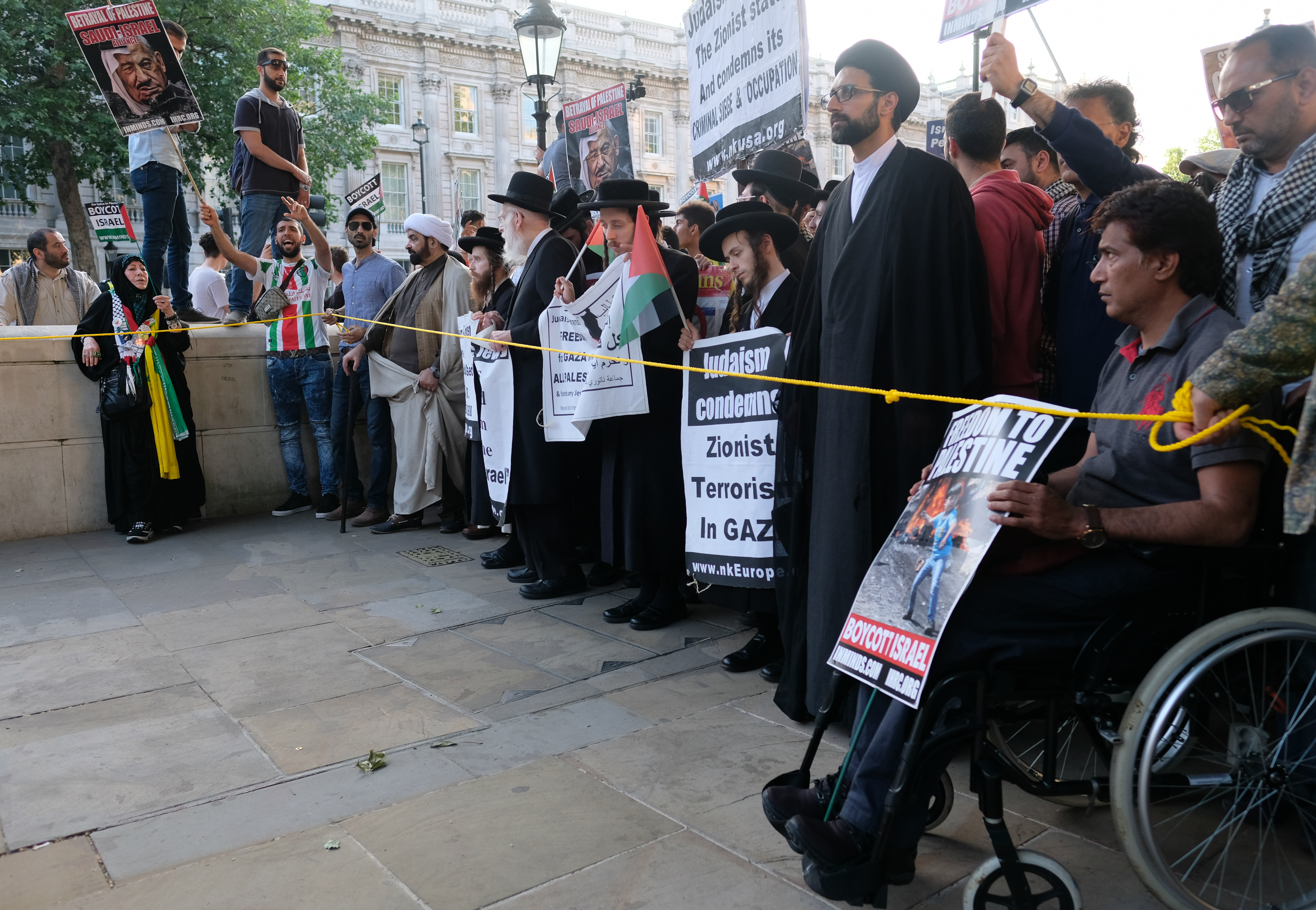
ロンドン、2018年
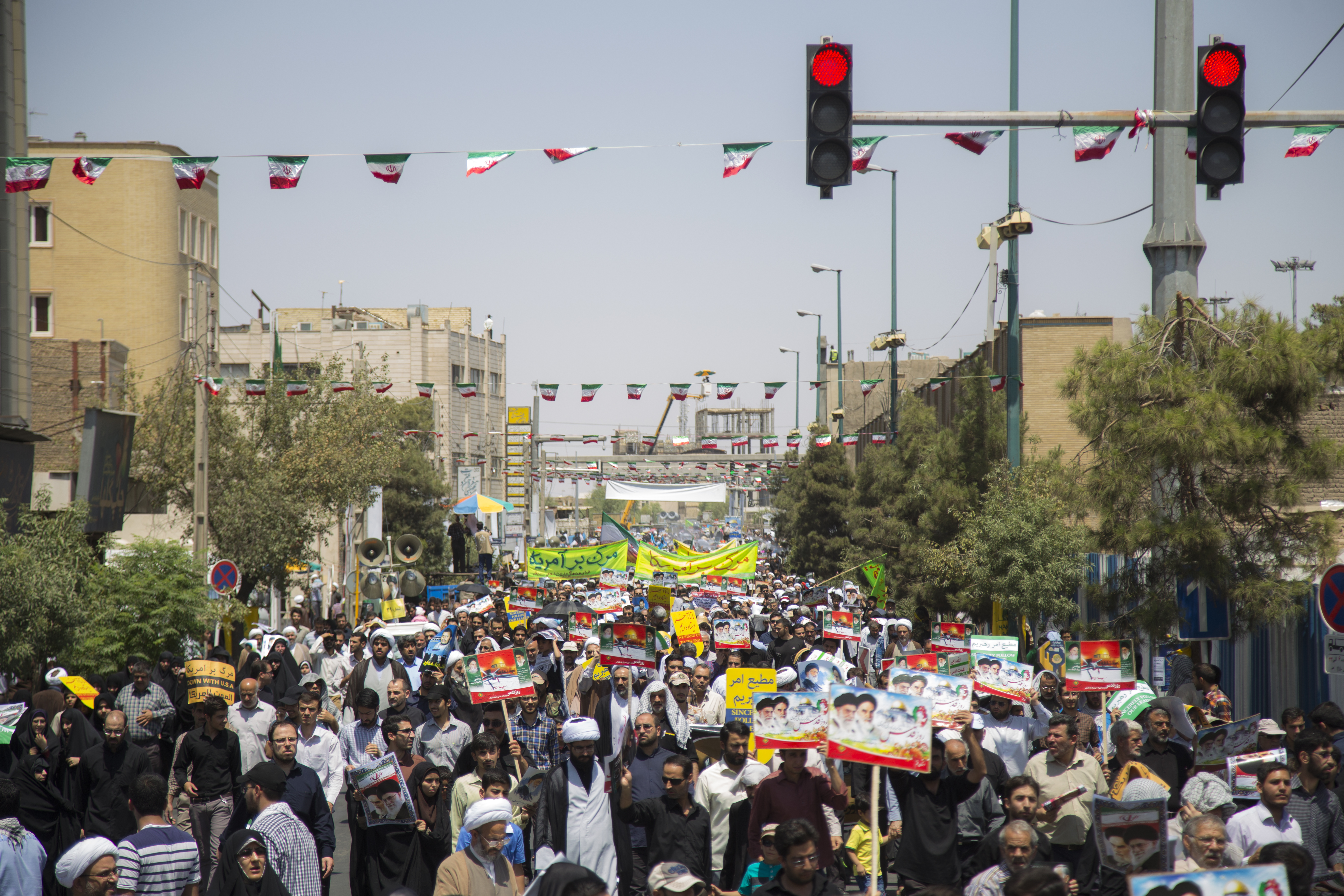
コム、2015年
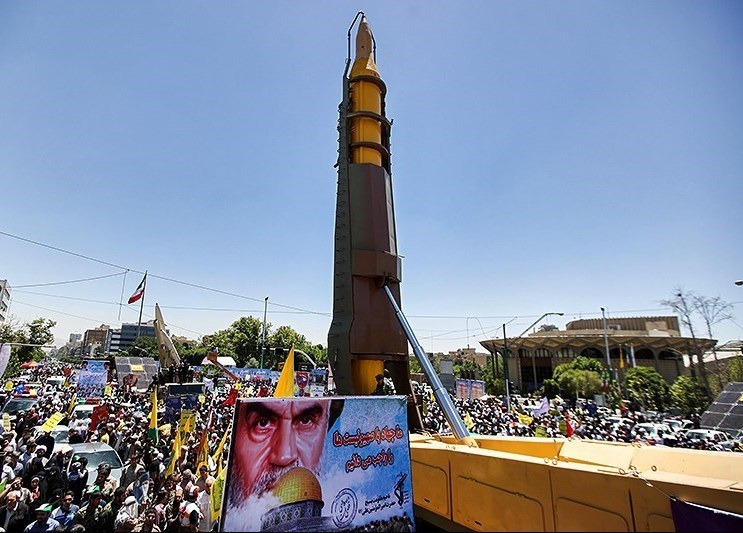
テヘラン、2017年
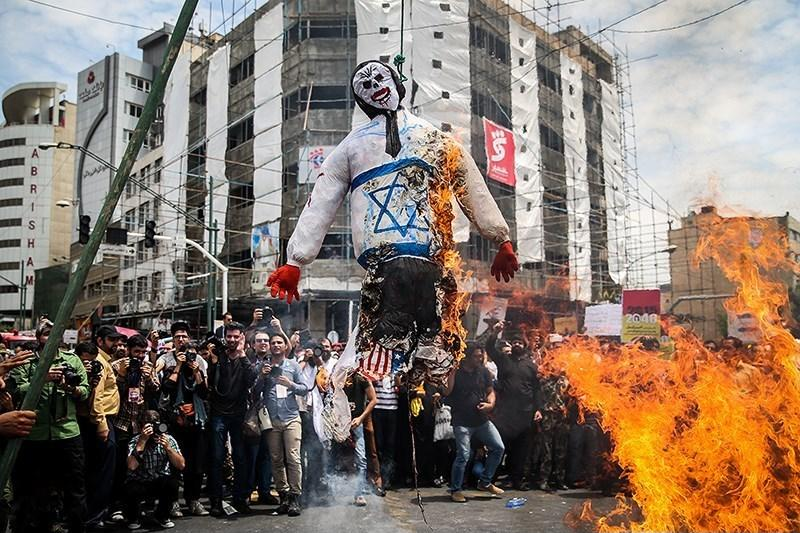
テヘラン、2016年